# Kunčani
 Kunčani  falu Horvátországban, a Károlyváros megyében. Közigazgatásilag Ozalyhoz tartozik.

## Fekvése
Károlyvárostól 32 km-re, községközpontjától 19 km-re északnyugatra, a Zsumberki-hegységben a szlovén határ közelében  fekszik.

## Története
A falunak 1830-ban 7 háza és 88 lakosa, 1857-ben 100, 1910-ben 109 lakosa volt. A trianoni békeszerződésig Zágráb vármegye Jaskai járásához tartozott. 2011-ben már nem volt állandó lakossága. A radatovići görögkatolikus plébániához tartozik.

## Lakosság
| Lakosság változása | Lakosság változása | Lakosság változása | Lakosság változása | Lakosság változása | Lakosság változása | Lakosság változása | Lakosság változása | Lakosság változása | Lakosság változása | Lakosság változása | Lakosság változása | Lakosság változása | Lakosság változása | Lakosság változása | Lakosság változása |
| ------------------ | ------------------ | ------------------ | ------------------ | ------------------ | ------------------ | ------------------ | ------------------ | ------------------ | ------------------ | ------------------ | ------------------ | ------------------ | ------------------ | ------------------ | ------------------ |
| 1857               | 1869               | 1880               | 1890               | 1900               | 1910               | 1921               | 1931               | 1948               | 1953               | 1961               | 1971               | 1981               | 1991               | 2001               | 2011               |
| 100                | 133                | 133                | 125                | 123                | 109                | 111                | 87                 | 72                 | 78                 | 81                 | 40                 | 17                 | 5                  | 0                  | 0                  |